# Discurso del estado de la Unión (Estados Unidos)

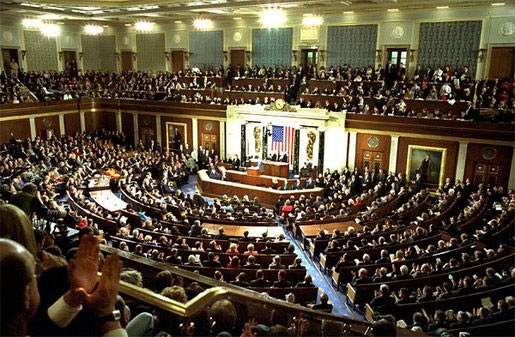
El discurso del estado de la Unión se realiza en una sesión conjunta del Senado y la Cámara de Representantes.

El discurso del estado de la Unión es un acontecimiento anual en los Estados Unidos de América en el que el presidente de los Estados Unidos presenta al Congreso una memoria sobre el estado del país, informando de sus propuestas legislativas para el año. Desde 1934 se presenta en el mes de enero. Solo en siete ocasiones ha tenido lugar en febrero y una en marzo.
Modelado a semejanza del discurso del trono durante la ceremonia de apertura del parlamento en el Reino Unido, el reporte está establecido por la Constitución, aunque no requiere que sea presentado anualmente:

The President shall from time to time give to Congress information of the State of the Union and recommend to their Consideration such measures as he shall judge necessary and expedient.

El presidente deberá periódicamente dar al Congreso información del estado de la Unión y recomendará para su consideración las medidas que juzgue necesarias y convenientes.
Artículo II, Sección 3

## Historia
George Washington fue el primer presidente en dar el discurso del estado de la Unión, el día 8 de enero en 1790, en la ciudad de Nueva York, la capital provisional del país. En 1801, el presidente Thomas Jefferson descontinuó la práctica de dar el discurso en persona al Congreso, considerando que el discurso era muy monárquico (como el Discurso del Trono). Desde aquella época, el discurso del estado de la Unión fue presentado por escrito por el presidente y enviado al Congreso para ser leído por alguien. En el año 1913, el presidente Woodrow Wilson reinició la práctica de aceptar la invitación del Congreso para leer el discurso en persona. Con mínima controversia, asistió retomando dicha práctica; sin embargo, hubo excepciones, y algunos presidentes mandaron su discurso en papel. El último presidente en hacerlo fue el presidente Jimmy Carter en 1981.
Al principio, el discurso fue nombrado como "el mensaje anual del presidente al Congreso". El nombre oficial de "estado de la Unión" (State of the Union) no fue usado hasta el año 1947, si bien venía siendo usado popularmente desde 1935 cuando Franklin D. Roosevelt comenzó a usar la frase.
Antes del año 1934, el mensaje anual era tradicionalmente dado en diciembre de cada año. La ratificación de la enmienda XX que cambiaba el principio del comienzo del congreso de marzo a enero, afectó al discurso. Desde 1934, el mensaje ha sido dado en enero o febrero. Actualmente es tradición dar el discurso el último martes de enero, pero no hay norma ni obligación al respecto, y puede variar en estos dos meses.

## El discurso

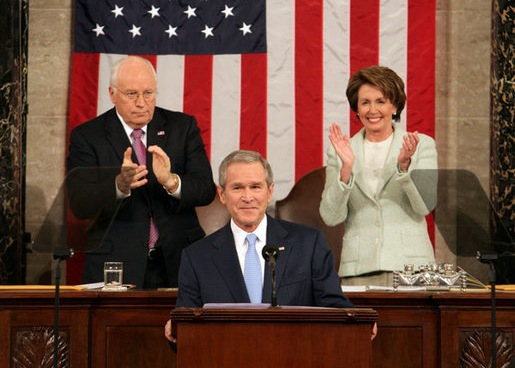
El presidente George W. Bush con el vicepresidente Dick Cheney y la presidente de la Cámara Nancy Pelosi durante el discurso del 2007.

En el discurso de la Unión, el presidente tradicionalmente recuerda los hechos cumplidos por la administración durante el año pasado, así como la agenda para el año que viene, en un tono alegre y optimista. En un punto del discurso, el presidente siempre dice "El estado de nuestra Unión es fuerte" ("The State of our Union is strong") o una frase similar. Desde el año 1982, ha sido tradición que el presidente reconozca a un invitado especial sentado cerca de la primera dama en la galería, como un ciudadano o un jefe de Estado en visita oficial. Los invitados suelen ser de interés para alguna parte del discurso del presidente.
Regularmente, al presidente no le está permitido entrar a la sala de sesiones sin permiso explícito del Congreso, que debe otorgarlo para cada discurso del estado la Unión. La presencia del presidente en la Cámara es anunciada ceremonialmente por el sargento de armas de la Cámara de Representantes, quien llama así: "Señor/Señora presidente [Mister/Madam Speaker], ¡el presidente de los Estados Unidos!" Entonces, el presidente ingresa a la cámara bajo una ovación que dura varios minutos, y todos los asistentes se ponen de pie, y saluda a todos en el pasillo. Cuando llega al frente, el presidente le da una copia del discurso al vicepresidente (porque es el presidente del Senado) y al Portavoz o presidente de la Cámara de los Representantes (speaker), los cuales se sientan detrás del presidente durante todo el discurso.
Sentados en las primeras filas de la cámara están los Junta de Jefes del Estado Mayor (jefes de las principales ramas de las Fuerzas Armadas de los Estados Unidos), los Jueces de la Corte Suprema de los Estados Unidos y miembros del Gabinete del presidente. Como costumbre un miembro del gabinete no se presenta a la ceremonia, por si ocurriera algún incidente (conocido como sobreviviente designado). Desde los Atentados del 11 de septiembre de 2001, algunos miembros del congreso tampoco asisten. Una vez que los congresistas y el presidente están listos, el presidente de la cámara le pega a su martillo, y dice, "Miembros del Congreso, tengo el gran privilegio y el distintivo honor de presentarles a ustedes al Presidente de los Estados Unidos", entonces se ponen de pie todos con un aplauso y a partir de ese momento el presidente comienza su discurso.
El presidente da su discurso con ayuda de monitores transparentes enfrente de los miembros del congreso. El discurso dura un poco más de una hora, ya que es interrumpido en varias ocasiones por aplausos. Los aplausos son de tono político, y dependiendo del tema, los miembros que asienten con las propuestas del presidente aplaudan, (siempre su propio partido), así que los aplausos indican apoyo.
Los miembros de la Corte Suprema casi nunca aplauden. Tradicionalmente se estima que, como son los representantes de la rama judicial del gobierno federal, tienen que ser imparciales en temas de políticos. Los jefes del Estado Mayor solo aplauden cuando se trata de temas relacionados con lo militar o las relaciones exteriores, ya que el presidente es el Comandante del Ejército y aprueban su liderazgo. Hay que tener en cuenta que todos en la sala de reuniones del Congreso aplauden cuando entra el presidente. Por tradición aplauden a la figura u oficio del presidente y no a la persona que lo desempeña (y de hecho nunca se utiliza el nombre del presidente). El discurso finaliza regularmente con la frase: Thank you, God bless you and God bless the United States of America (Gracias, Dios les bendiga y que Dios bendiga a los Estados Unidos de América).

## Respuesta de la oposición
Poco después del discurso del Estado de la Unión, sale a la luz la respuesta al discurso del Estado de la Unión (en inglés: Response to the State of the Union address), un discurso de refutación, a menudo breve, pronunciado por un representante (o representantes) de un partido de oposición. Cuando el presidente es demócrata, la refutación la suele dar un republicano y viceversa.
La práctica comenzó en 1966 cuando los congresistas republicanos Everett Dirksen (senador por Illinois) y Gerald Ford (representante por Míchigan) aparecieron en televisión para ofrecer una respuesta al discurso del presidente demócrata Lyndon Johnson. La respuesta del partido de la oposición ha variado en formato, desde un programa de televisión de 45 minutos pregrabado en 1970 hasta un programa de llamadas en 1972 donde un panel de congresistas respondió preguntas no ensayadas de las personas que llamaban. Desde finales de la década de 1980, usualmente la respuesta ha sido un discurso emitido inmediatamente después del discurso del Estado de la Unión.
La respuesta no siempre se produce en un estudio. Por ejemplo, en 1997, los republicanos dieron por primera vez la respuesta frente a estudiantes de secundaria. Otro ejemplo de ello ocurrió en 2010, cuando el gobernador de Virginia Bob McDonnell dio la respuesta republicana desde el salón de la Cámara de Delegados del Capitolio de Virginia en Richmond, frente a unos 250 asistentes.
En años recientes, la respuesta al discurso del Estado de la Unión ha sido dicha también en español. En 2011, la congresista de Minnesota, Michele Bachmann, también dio una respuesta televisada para el Tea Party Express (una división del Tea Party Movement), una novedad para un movimiento político.
En adición a respuestas a los discursos oficiales del Estado de la Unión, ha habido algunas respuestas oficiales a discursos presidenciales pronunciados poco después de la posesión presidencial ante una sesión conjunta del congreso. La primera de tales respuestas se llevó a cabo en 1989.

## Años importantes

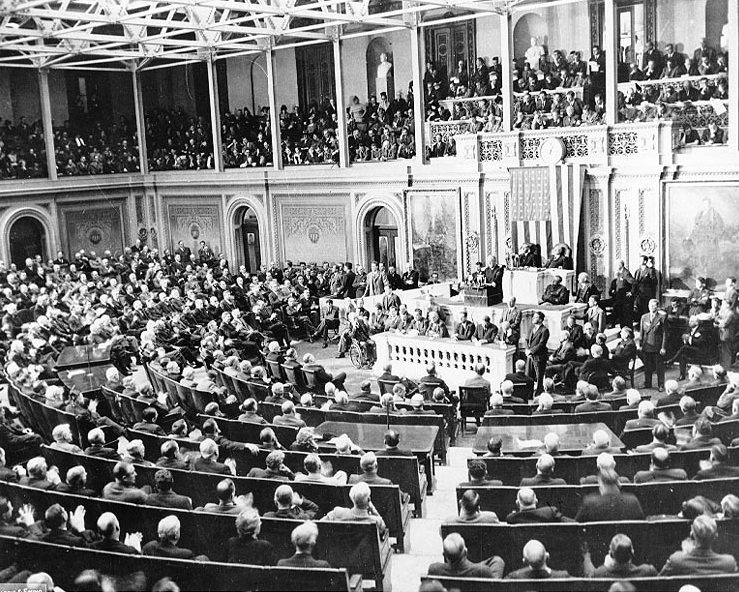
Franklin D. Roosevelt defendió en su discurso del estado de la Unión de 1941 las conocidas como Cuatro libertades.

- 1790 - El discurso más corto fue el primer discurso del presidente George Washington, con 833 palabras que duraron entre 4 y 8 minutos.
- 1923 - Calvin Coolidge fue el primer presidente cuyo discurso se oyó por la radio.
- 1933-1945 - El presidente Franklin D. Roosevelt dio 13 discursos en sus 3 mandatos.
- 1946 - El discurso más largo fue el del presidente Harry S. Truman con más de 25.000 palabras.
- 1947 - Harry S. Truman fue el primer presidente visto por el público dando su discurso en la televisión.
- 1965 - Lyndon B. Johnson fue el primer presidente en dar su discurso al atardecer.
- 1986 - El presidente Ronald Reagan no dio su discurso el día 28 de enero de ese año por la tragedia de la nave espacial Challenger y dio un discurso de los antecedentes de ese día.
- 1997 - Bill Clinton fue el primer presidente cuyo discurso fue transmitido por Internet.
- 1999 - El presidente Bill Clinton dio su discurso al mismo Congreso que comenzó su juicio o impeachment.
- 2002 - El presidente George W. Bush anuncio en su discurso el "eje del mal", nombrando a Irán, Irak, y Corea del Norte como países que apoyan a los terroristas y que son una amenaza para la seguridad del mundo.
- 2007 - El presidente George W. Bush reconoce a la Portavoz o Presidenta de la Cámara de Representantes, Nancy Pelosi, en ser la primera mujer en tal puesto.
- 2010 - El presidente Barack Obama se convierte en el primer presidente afroestadounidense en dar un discurso sobre el estado de la unión.
- 2020 - El presidente Donald Trump invita a Juan Guaidó, candidato opositor de las elecciones venezolanas de 2018, y le reconoce en su discurso como presidente interino de la nación sudamericana.
- 2021 - El presidente Joe Biden se convierte en el primer presidente en reconocer a Kamala Harris como la primera mujer en ocupar el cargo de vicepresidenta
- 2024 - El presidente Joe Biden se convierte en el presidente de más edad en pronunciar un discurso con 81 años.